# Wojciech Bober
Wojciech Bober (ur. 19 stycznia 1891 w Lutczy k. Rzeszowa, zm. wiosną 1940 w Katyniu) – kapitan intendent Wojska Polskiego, ofiara zbrodni katyńskiej.

## Życiorys
Syn Dominika i Zofii z Gaborskich. Absolwent gimnazjum z maturą w Przemyślu (1920). Powołany do armii austriackiej, zasadniczą służbę wojskową odbył w Galicyjskim Pułku Piechoty Nr 45 w Przemyślu. Po wybuchu I wojny światowej wcielony ponownie do armii i skierowany jako oficer gospodarczy na front wschodni. W 1916 dostał się do niewoli rosyjskiej, w której przebywał do grudnia 1918. 
W marcu 1919 został przyjęty do Wojska Polskiego i przydzielony do 2 pułku artylerii ciężkiej w Przemyślu, a następnie do 4 pułku artylerii ciężkiej w Kaliszu. Brał udział w wojnie z Ukraińcami i bolszewikami. Po ukończeniu kursu dla oficerów gospodarczych (jesień 1920) został awansowany do stopnia podporucznika, rok później do stopnia porucznika. W 1921 komendant gospodarczy Obozu Internowanych nr 16 w Zduńskiej Woli. Jego oddziałem macierzystym był wówczas Wojskowy Okręgowy Zakład Gospodarczy Łódź.
W latach 1921–1928 oficer gospodarczy Szpitala Wojskowego w Kaliszu i Rejonowym Kierownictwie Intendentury. W 1929 przeniesiony do kierownictwa filii Wojskowych Zakładów Zaopatrzenia w Poznaniu. Następne przydziały to Szkoła Podoficerów Lotnictwa dla Małoletnich nr 8 (1930–1934), Centrum Wyszkolenia Żandarmerii (1935–1936) i Lotnicza Szkoła Strzelania i Bombardowania w Grudziądzu. Pełnił funkcję płatnika. Zbierał bardzo dobre opinię i oceny za służbę w Wojsku Polskim. Na stopień kapitana został mianowany ze starszeństwem z 19 marca 1938 i 52. lokatą w korpusie oficerów intendentów, grupa intendentów. W marcu 1939 pełnił służbę w Batalionie Szkolnym Lotnictwa w Świeciu na stanowisku oficera gospodarczego.
W czasie kampanii wrześniowej 1939, po agresji ZSRR na Polskę, w nieznanych okolicznościach wzięty do niewoli przez Sowietów i osadzony w obozie jenieckim w Kozielsku. Między 3 a 5 kwietnia 1940 został przekazany do dyspozycji komendanta Obwodu Smoleńskiego NKWD. Figuruje na liście wywózkowej z 5 kwietnia 1940 poz. 22. Został zamordowany między 4 a 7 kwietnia 1940 przez funkcjonariuszy NKWD w lesie katyńskim i tam pogrzebany w bezimiennej mogile zbiorowej, gdzie od 28 lipca 2000 mieści się oficjalnie Polski Cmentarz Wojenny w Katyniu. W miejscu tym prowadzone były ekshumacje i prace archeologiczne. Zidentyfikowany pod numerem 143, podczas ekshumacji przeprowadzonej przez Niemców w 1943 i wpisany do dziennika czynności pod datą 15 kwietnia 1943, a przy zwłokach znaleziono: dowód osobisty i wizytówkę. Zapisany na liście PCK (AM) pod nr 143.
5 października 2007 minister obrony narodowej Aleksander Szczygło mianował go pośmiertnie na stopień majora. Awans został ogłoszony 9 listopada 2007 w Warszawie, w trakcie uroczystości „Katyń Pamiętamy – Uczcijmy Pamięć Bohaterów”.

## Życie prywatne
Żonaty z Jadwigą ze Zmysłowskich, z którą miał córkę Wandę Marię oraz synów: Tadeusza Bolesława, Zbyszka Mieczysława i Eugeniusza Aleksandra. Eugeniusz Aleksander (1927–1999) był żołnierzem Armii Krajowej i członkiem Światowego Związku Żołnierzy Armii Krajowej. 

## Ordery i odznaczenia
- Srebrny Krzyż Zasługi (22 maja 1939)[22]
- Medal Pamiątkowy za Wojnę 1918–1921[1]
- Medal Dziesięciolecia Odzyskanej Niepodległości[1]
- Odznaka Honorowa „Orlęta”[1]

## Upamiętnienie
W ramach akcji „Katyń... pamiętamy” / „Katyń... Ocalić od zapomnienia”, został posadzony Dąb Pamięci przez Zespół Szkół im. Świętej Rodziny w Lutczy, Lutcza 629, honorujący Wojciecha Bobera.